# Miss mléko
Miss mléko byla česká dětská soutěž krásy a talentu pro dívky od 8 do 10 let. Pořádala ji společnost Tetra Pak vždy při příležitosti Mezinárodního dne mléka a cílem bylo propagovat zdravotní benefity pravidelné konzumace mléka.

## Průběh
Z přihlášených dívek bylo vybráno 12 finalistek, ze kterých se pak vybírala Miss a Vicemiss mléko. Soutěž moderovali Miss České republiky 1995 Monika Žídková a Jan Musil, mezi porotce patřili Bára Basiková, Barbora Srncová, Petr Muk, Kateřina Stočesová či Nicol Lenertová, vyhlašování pak hudbou doprovázela kapela Lunetic. Místo vyhlašování soutěže se měnilo, v roce 1999 v pražském Divadle Jiřího Grossmanna a v roce 2000 se vyhlašovala v pražském Divadle Milénium v areálu holešovické tržnice.

## Vítězky
| ročník | rok  | vítězka             | vicemiss      | zdroj  |
| ------ | ---- | ------------------- | ------------- | ------ |
| 1.     | 1996 |                     |               |        |
| 2.     | 1997 |                     |               |        |
| 3.     | 1998 | Taťána Kuchařová    |               | [ 10 ] |
| 4.     | 1999 | Michaela Doubravová |               | [ 11 ] |
| 5.     | 2000 | Michaela Haladová   | Nicol Macková | [ 12 ] |

## Kritika
Soutěž se stejně jako jiné dětské soutěže krásy potýkala s kritikou předčasného používání make upu u dětí, sexualizace jejich vzhledu a ztráty dětství. Nicméně u výherkyň pomohla nastartovat jejich modelingovou kariéru.